# Nova Lady
Nova Lady je česká neplacená komerční televizní stanice patřící k Nova Group, která je zaměřena hlavně na ženské publikum s vysíláním českých i zahraničních romantických seriálů, filmů a reality show. Stanice začala vysílat 18. října 2021. Tak jako ostatní kanály Nova Group patří pod společnost TV Nova, která spadá pod CME.

## Historie
Poprvé probíhaly úvahy nad spuštěním stanice skupiny Nova určené pro ženy již v roce 2011. Licenci na 12 let pro terestrické a internetové vysílání udělila Rada pro rozhlasové a televizní vysílání společnosti TV Nova na svém zasedání 10. srpna 2021.

## Pořady

### Seriály
- Dobrý doktor
- Dokonalý svět
- Gilmorova děvčata
- Milenky
- Moje sladká lež
- Ordinace v růžové zahradě
- Pan Selfridge
- Panství Downton
- Poldark
- Ulice
- Oteckovia (slovenský seriál)
- Na každém kroku
- Nemocnice New Amsterdam
- Nemocnice Chicago Med
- Vyměněné osudy
- Pomsta nebo láska
- Moje malá princezna
- Láska a nenávist Istanbulu
- Velvyslancova dcera
- Láska, rozum, pomsta
- Feriha
- Jedna rodina
- Zlatá labuť
- Velvyslancova dcera
- Zrazená láska
- Druhá strana lásky

### Reality show
- Akce nový domov
- Mise nový domov
- Vítejte doma
- Život na jachtě
- MasterChef Česko

### Zahraniční seriály
- Beverly Hills 90210
- Pobřežní hlídka